# Jeanne Thil
Pour les articles homonymes, voir Thil.
Jeanne Thil, née le 18 décembre 1887 à  Calais et morte le 16 mars 1968 au Vésinet, est une artiste peintre française.

## Biographie
Jeanne Amélie Thil naît le 18 décembre 1887 à  Calais dans le département du Pas-de-Calais, fille de Philippe Thil, garde d'artillerie, et d'Émélie Céline Fleuret, demeurant au no 10 rue Saint-Michel à Calais.
Elle étudie, à l'École des Beaux-Arts de Paris et a pour maîtres, Ferdinand Humbert et Charles Fouqueray, et à l'École des Arts Décoratifs. En 1912, elle obtient le prix Brizard pour sa toile Tramp-steamers.
Elle est nommée professeur de dessin de la ville du Vésinet, obtient un grand prix à l'École des Arts Décoratifs, le prix Chenavard, une médaille d'argent en 1920 au Salon des artistes français.
Si elle peint des décors historiques pour sa ville natale et d’autres villes du Pas-de-Calais, elle est surtout connue pour ses toiles inspirées de ses voyages de part et d’autre de la Méditerranée, en Espagne, au Portugal, en Italie, en Grèce et surtout en Tunisie.

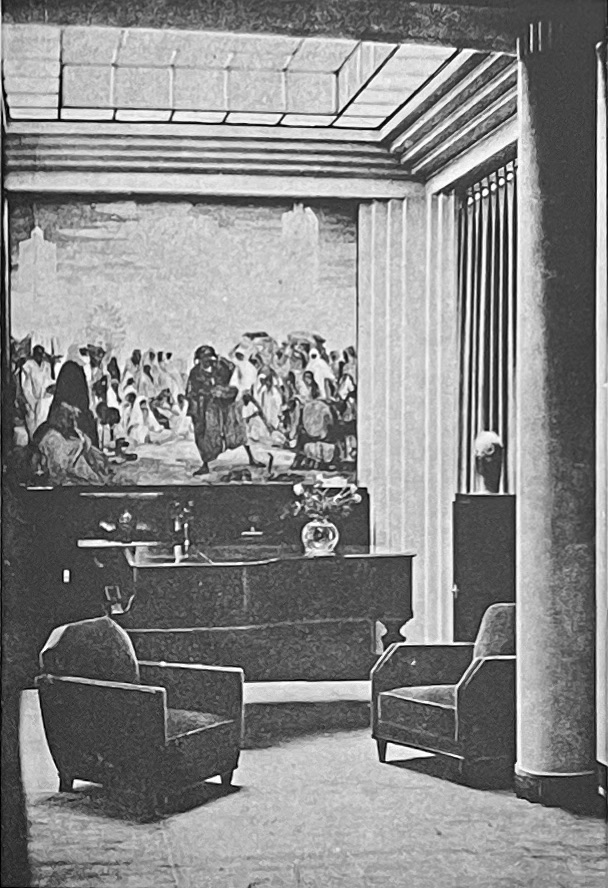
Le charmeur de serpents à Kerouan, Jeanne Thil, 1924.

Elle travaille en Espagne, à Ávila et Ségovie. Elle passe en Tunisie, et son Charmeur de serpents à Kairouan lui vaut une médaille d'or en 1924 au Salon des artistes français à Paris. Présentée la même année au Salon des beaux-arts de Calais, cette grande toile d'environ 3 x 2 m est achetée par un collectionneur calaisien qui en confie la mise en valeur, dans le salon de musique de sa demeure, à l'architecte Roger Poyé. (Elle sera vendue aux enchères en 1918 où l'on perd sa trace, deux études de taille moyenne seront exposées en 2020 à Calais).
À l'Exposition des Arts Décoratifs de 1925, on lui confie deux panneaux importants. Elle obtient plusieurs prix à l'Institut, et le prix James Bertrand pour une composition historique Les Bourgeois se rendant à Edouard III destinée à l'hôtel de ville de Calais.
Elle exécute plusieurs décorations murales pour le paquebot Île-de-France, le hall de la Compagnie générale transatlantique à Marseille et le pavillon du Tourisme à Paris, des affiches orientalistes, une très remarquable illustration pour l'Histoire de Gotton Connixloo de Camille Mayran, une série de quatre grands panneaux retraçant les fastes du régiment Royal-Picardie pour le Royal Picardy du Touquet-Paris-Plage et une autre série de deux compositions pour l'hôtel de ville de cette station balnéaire, l'une représentant Charles VIII (roi de France) et Henri VII (roi d'Angleterre) venant signer le traité d'Étaples et l'autre l'amiral Huc Quiéret visitant sa flotte dans la baie de la Canche.
Pour l'Exposition coloniale internationale de 1931, elle réalise trois grandes évocations de la Vigne, des Forêts, de l'Élevage, une vaste frise et une carte décorative pour le palais Tunisien, un diorama de la Haute-Volta et deux panneaux sur Dakar au palais de l'Afrique Occidentale.
Elle participe, de 1925 à 1932, aux expositions françaises, à Madrid, Barcelone, Bruxelles, Rome, Tunis, Tokyo, et l'État acquiert plusieurs de ses œuvres. En 1943, elle obtient le prix Rémy-Landeau.
Jeanne Thil, qui fait de nombreux voyages, trouve au Vésinet un lieu propice au repos. Elle y meurt le 16 mars 1968 et est inhumée au cimetière municipal.

Célibataire, sans descendance, elle laisse une œuvre importante. Son petit-neveu François-Marie Olland, qui a réuni un ensemble des travaux de l'artiste et estimant que ces œuvres forment un tout indissociable très représentatif de la carrière de sa parente, souhaite pouvoir transmettre sa collection comme un tout indivisible. En 2011, il prend contact avec la mairie du Vésinet pour lui proposer de léguer à la ville sa collection en ces termes : 

« Je souhaite léguer ces peintures, aquarelles, dessins, documents, photos et objets (décorations officielles, médailles, palettes et autres souvenirs…) à la ville du Vésinet. Ce legs prendra effet à ma mort. Dès acceptation de celui-ci par le conseil municipal, je m'engage à modifier mon testament afin d'y inclure expressément mes intentions concernant ce legs. En contrepartie, la ville du Vésinet s'engagera à donner le nom de l'artiste à une rue du Vésinet, ce pourrait être la partie de l'avenue Corot, (entre les avenues des Pages et Horace-Vernet) où Jeanne Thil a séjourné et où elle est morte, au numéro 38 ; à prendre en charge l'entretien de la tombe de Jeanne Thil située dans le cimetière du Vésinet (tombe 2435 - 8e section) après ma mort ; à ce que plusieurs tableaux soient accrochés de façon permanente dans un lieu de mémoire de l'artiste (par exemple Wood Cottage) et dans un bâtiment officiel comme la mairie par exemple. »

La ville du Vésinet n'ayant pas donné une suite favorable à sa demande, il fait la même demande à la ville de Calais, où Jeanne Thil est née, et, en mai 2016, Calais donne une suite favorable à ce legs qui interviendra au décès du donateur.
Le legs, constitué de 170 œuvres, est estimé à 500 000 €.

## Récompenses
Jeanne Thil obtient plusieurs récompenses, dont, un grand prix à l'École des Arts Décoratifs, le prix Chenavard, une médaille d'argent en 1920, puis une médaille d'or en 1924, au Salon des artistes français et le prix James Bertrand.

## Œuvres
- Calais, Le Dévouement des Bourgeois de Calais, salle du conseil municipal (esquisse préparatoire à Condette, Château d'Hardelot)
- Lille, La Fresque des Doyens, Sciences Po Lille, toile marouflée
- Le Touquet-Paris-Plage
  - fresques à l'intérieur de l'hôtel de ville :
    - salle des mariages :
      - Un Mariage au XVe siècle, mariage, en 1514, de Louis XII de France et de Marie d'Angleterre, sœur d'Henri VIII, union qui scellait la paix entre les deux royaumes et mettait fin à la guerre de Cent Ans

    - salle d'honneur :
      - le Traité d'Étaples, on y voit Henri VII (roi d'Angleterre) et Charles VIII (roi de France) chevauchant en baie de Canche
      - l'amiral Hugues Quieret visite sa flotte en baie de Canche au XIVe siècle

  - Royal Picardy, 4 grandes toiles marouflées, de 16 m2 chacune, qui étaient visibles dans la grande galerie :
    - porte-étendard du régiment du Royal Picardie allant prendre leur position de combat à Maastricht en 1673
    - timbaliers et clairons du Royal Picardie devant Altenheim en 1675
    - le chevalier de Frennel, commandant le Royal Picardie en 1763, salué par les officiers de son état-major
    - le comte de Bassompierre, commandant le Royal Picardie en 1771 devant Schlestadt

## Expositions
- 1958 : Exposition Jeanne Thil, musée de la France d’outre-mer à Paris et le musée de Calais[3]
- 2020 : Peintures des lointains voyages de Jeanne Thil, musée des Beaux-Arts de Calais
- 2023 : Elle fait partie des artistes présentées dans le cadre de l'exposition « Artistes voyageuses, l'appel des lointains – 1880-1944 » au palais Lumière d'Évian puis au musée de Pont-Aven[6].

## Distinction
Jeanne Thil est nommée chevalier de l'ordre national de la Légion d'honneur par décret du 31 octobre 1938.

## Hommage
La ville de Calais lui rend hommage en donnant son nom à une rue, la rue Jeanne Thil.

## Galerie

Fresques au Royal Picardy
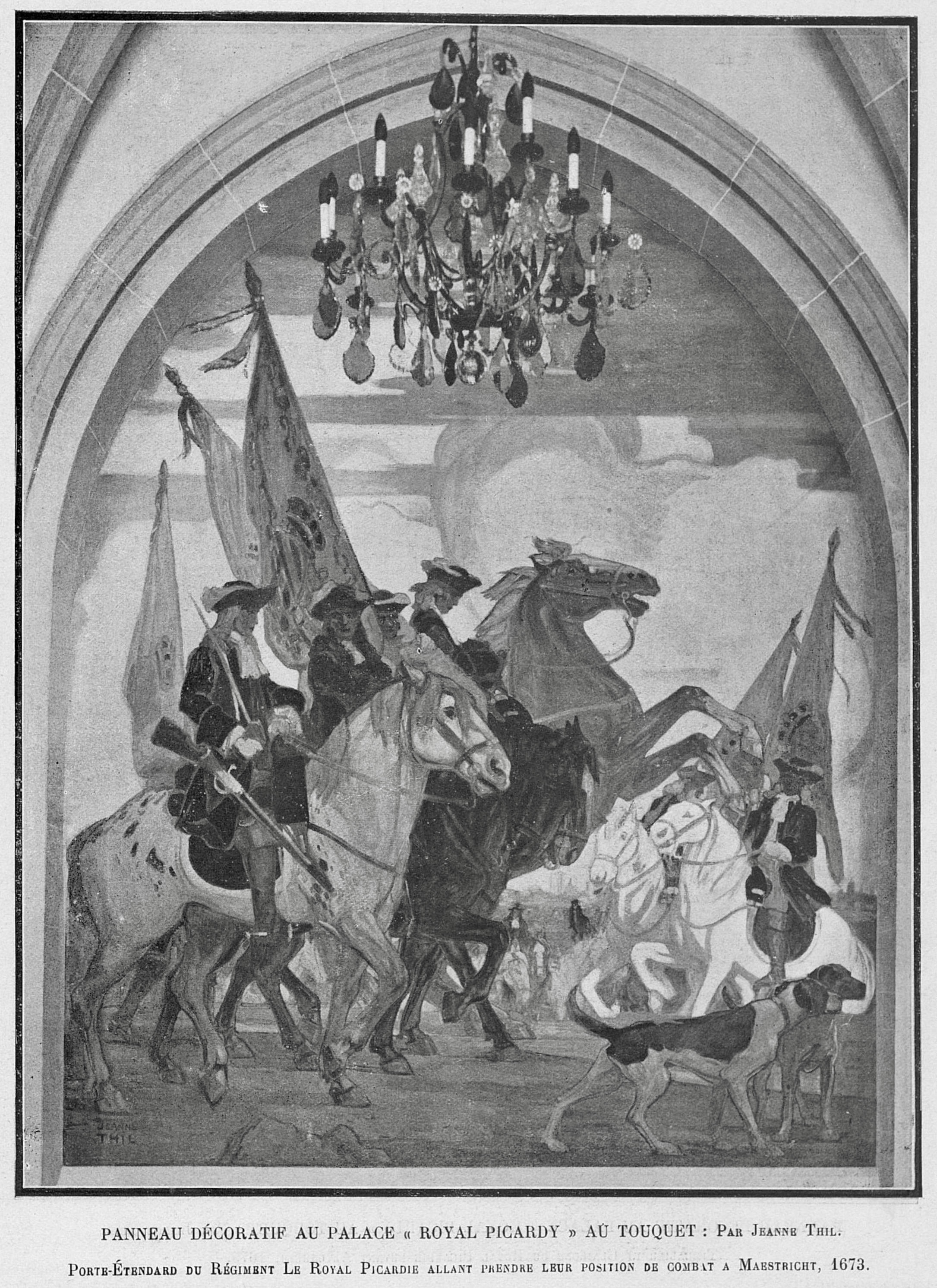
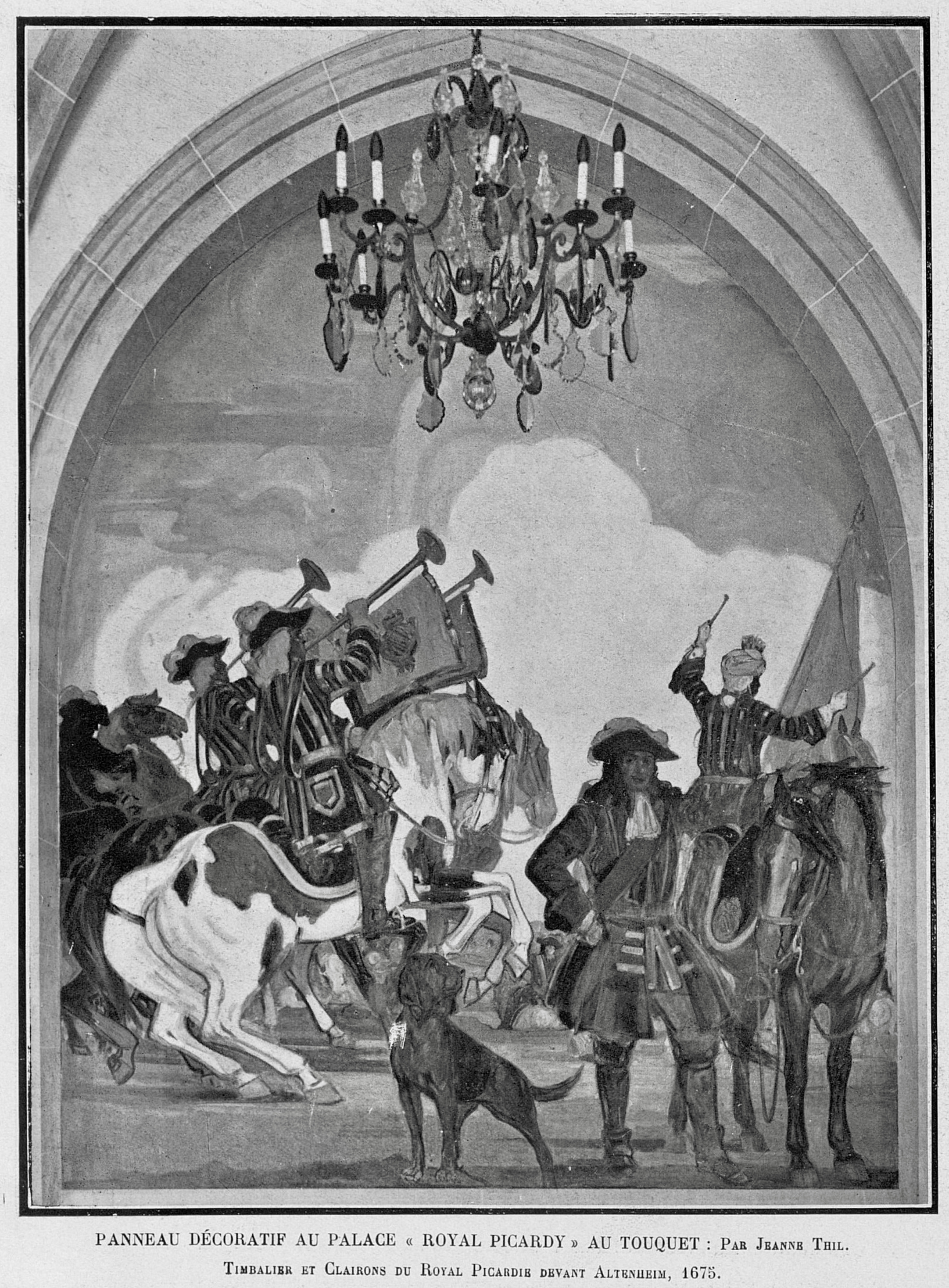
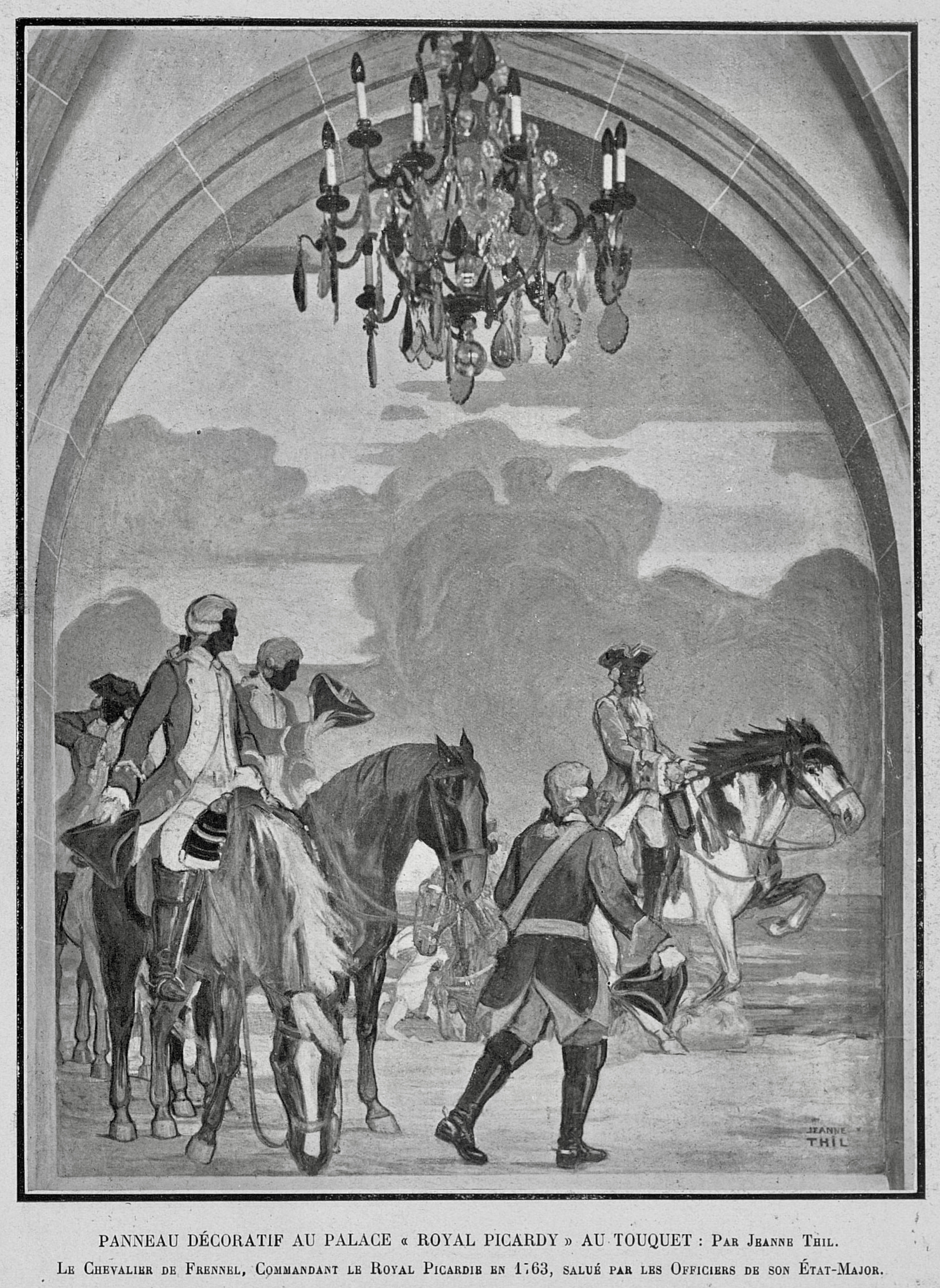
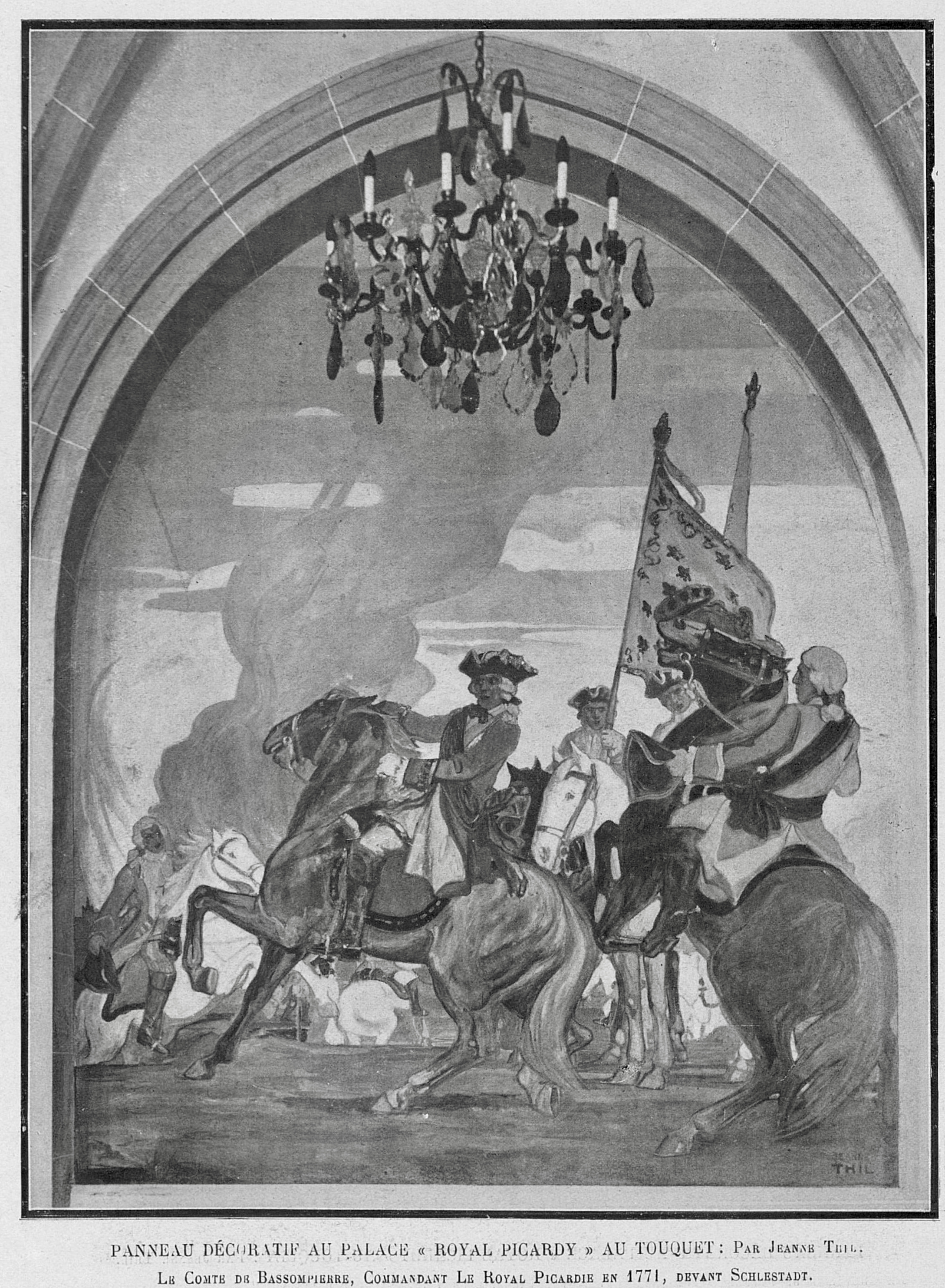

## Pour approfondir